# Gambara (opowiadanie)

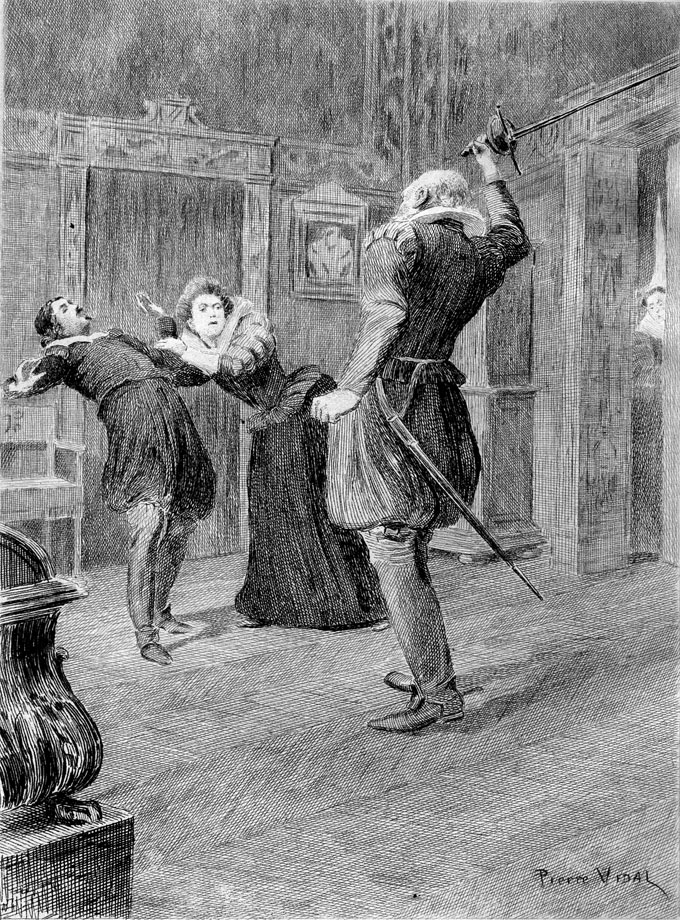

Gambara – opowiadanie Honoriusza Balzaka z 1837, część Studiów filozoficznych cyklu Komedia ludzka. Po raz pierwszy zostało opublikowane w Revue et gazette musicale.

## Treść
Bogaty Włoch, hrabia Andrea Marcosini, spotyka w paryskim Palais-Royal młodą kobietę, której nadzwyczajna uroda w zestawieniu z nędznym strojem każe mu śledzić ją, a następnie zorientować się, kim jest. Okazuje się, że napotkana kobieta to Mariana, żona Gambary, ubogiego rzemieślnika budującego instrumenty muzyczne, którego pragnieniem jest jednak utrzymywanie się z komponowania. Gambara tworzy zresztą własne utwory, jednak jego twórczość jest do zaakceptowania dla słuchacza tylko wtedy, gdy Włoch wykonuje swoje dzieła po pijanemu. Niezrozumiany i powszechnie odtrącany jako wariat, Gambara jest wspierany jedynie przez własną żonę – Mariana wykonuje wszystkie prace domowe, wierząc w geniusz męża. Zaintrygowany tą sytuacją hrabia początkowo wspiera Gambarę finansowo, by ten mógł skupić się na komponowaniu, jednak rychło rozczarowuje się, gdy domniemany geniusz nie umie przestać pracować nad jednym utworem, a w dodatku pogłębia się jego alkoholizm. Arystokrata porywa wówczas Marianę, jednak wkrótce porzuca ją dla innej. Kobieta wraca do męża, całkowicie zniszczonego przez nałóg, a ich jedynym źródłem utrzymania staje się śpiew na ulicy.

## Cechy utworu
Gambara, podobnie jak Nieznane arcydzieło, Sarrasine i Massimilla Doni wpisuje się w uniwersalną refleksję Balzaka o sztuce jako o procesie bolesnym, długotrwałym, wywołującym ogromne cierpienie zarówno u samego artysty, jak i u związanych z nim osób, prowadzącym wręcz do szaleństwa. Powtarza się wręcz dokładnie (acz w innej dziedzinie sztuki)znany z Nieznanego arcydzieła motyw człowieka pracującego nad jednym tylko utworem, który staje się jego przekleństwem. Równocześnie, podobnie jak w pozostałych wymienionych utworach, Balzak nie dokonał oceny sensowności sztuki i poświęcania jej życia. Zamiast tego dokonuje w Gambarze analizy procesu powstawania utworów muzycznych i samej muzyki (jako zestawienia zasad naukowych i swobody artystycznej), która była niezwykle ceniona przez znawców tematu. Te pozytywne oceny opowiadania zostały jednak sformułowane już po śmierci powieściopisarza; za życia dzieło należało do mniej znanych i mniej rozumianych komponentów Komedii ludzkiej.
Gambara należy równocześnie do utworów rozwijających balzakowski kult energii i namiętności, którego reprezentantką jest w opowiadaniu Mariana. Również i jej wysiłki, chociaż z góry skazane na porażkę, nie zostają poddane negatywnemu wartościowaniu, a narrator utworu kreuje wręcz kobietę na o wiele bardziej godną podziwu niż jej mąż. Sugeruje również, że Mariana i Gambara, dzięki zestawieniu rozumowego podejścia do życia oraz twórczej namiętności mogli, gdyby nie panujące warunki społeczne, tworzyć idealny związek.